# Teatr Klasyki Polskiej
Teatr Klasyki Polskiej (TKP) – powstał w 2020 roku jako Fundacja Teatr Klasyki Polskiej. 

## Historia
Zainaugurował swoją działalność w dniu 3 października 2020 roku premierą „Zemsty” Aleksandra Fredry w reżyserii Michała Chorosińskiego. TKP powstał w celu wypełnienia luki w teatrze polskim, jakim jest brak sceny systematycznie prezentującej repertuar narodowy. Sceny, która w swym stałym repertuarze miałaby najwybitniejsze dramaty napisane po polsku. Jedną z form działalności Teatru Klasyki Polskiej, nawiązującą do najlepszych tradycji polskiego teatru, są objazdy po kraju oraz zagraniczne tournée, adresowane przede wszystkim do rozsianej po świecie Polonii. Celem tych działań jest integracja wspólnot, krzepienie ich spójności poprzez przypominanie bogactwa melodii polskiego języka, historii, obyczajów i innych wartości.  
Teatr Klasyki Polskiej jako instytucja kultury został powołany w dniu 27 marca 2023 roku przez Ministra Kultury i Dziedzictwa Narodowego Piotra Glińskiego. Pełniącym obowiązki dyrektora Teatru został Jarosław Gajewski. 
Siedziba teatru znajduje się w Warszawie przy ulicy Myśliwieckiej 1. 

## Zrealizowane premiery
Premiery Teatru Klasyki Polskiej odbywały się w Teatrze Stanisławowskim, w Centrum Sztuki Współczesnej oraz w sali widowiskowej w podziemiach kościoła Wszystkich Świętych w Warszawie. W latach 2020 –2022 zrealizowane zostały następujące premiery:
- „Zemsta” Aleksandra Fredry w reżyserii Michała Chorosińskiego
- „Vatzlav” Sławomira Mrożka w reżyserii Jarosława Gajewskiego
- „Dożywocie” Aleksandra Fredry w reżyserii Michała Chorosińskiego
- „Powrót Posła” Juliana Ursyna Niemcewicza w reżyserii Tomasz Mana
- „Śluby Panieńskie” Aleksandra Fredry w reżyserii Lidii Sadowej
- „Na pełnym morzu. Strip-Tease” Sławomira Mrożka w reżyserii Dariusza Kowalskiego oraz Jarosława Gajewskiego
- widowisko plenerowe „Noc listopadowa” Stanisława Wyspiańskiego w reżyserii Leszka Zdunia
- „Beniowski” Juliusza Słowackiego w reżyserii Michała Chorosińskiego